# Massapê do Piauí
Massapê do Piauí is een gemeente in de Braziliaanse deelstaat Piauí. De gemeente telt 6.672 inwoners (schatting 2009).